# Адель Нефзі
Адель Нефзі (араб. عادل النفزي, нар. 16 березня 1974, Беджа) — туніський футболіст, що грав на позиції воротаря.
Виступав, зокрема, за клуби «Олімпік» (Беджа) та «Клуб Африкен», а також національну збірну Тунісу.

## Клубна кар'єра
Народився 16 березня 1974 року в місті Беджа. Вихованець футбольної школи клубу «Олімпік» (Беджа).
У дорослому футболі дебютував 1994 року виступами за команду клубу «Олімпік» (Беджа), в якій провів одинадцять сезонів, взявши участь у 58 матчах чемпіонату.
Протягом 2005—2007 років захищав кольори команди клубу «Монастір».
У 2007 році перейшов до клубу «Клуб Африкен», за який відіграв 5 сезонів. Завершив професійну кар'єру футболіста виступами за команду «Клуб Африкен» у 2012 році.

## Виступи за збірну
У 2006 році дебютував в офіційних матчах у складі національної збірної Тунісу. Протягом кар'єри у національній команді, провів у формі головної команди країни 3 матчі.
У складі збірної був учасником чемпіонату світу 2006 року у Німеччині, Кубка африканських націй 2008 року у Гані, Кубка африканських націй 2010 року в Анголі.